# Tadej Valjavec
Tadej Valjavec (Kranj, 13 d'abril de 1977) és un ciclista eslovè, professional des del 2000 fins al 2013. Era conegut per ser un bon escalador i haver fet unes bones etapes de muntanya al Giro d'Itàlia. Amb tot, el seu palmarès va ser més aviat escàs. Destaquen dos campionat nacionals en ruta i algun top ten a les grans voltes.
El 22 d'abril de 2011 es feu pública una sanció de dos anys per dopatge, a comptar des del 20 de gener de 2011, per haver manipulat la seva sang. La sanció també anul·là els resultats obtinguts entre el 19 d'abril i el 30 de setembre de 2009.

## Palmarès
- 1994
  - 1r al Giro de Basilicata
- 1995
  - 1r al Giro de Basilicata
- 1999
  - 1r al Girobio
- 2002
  - 1r a la Settimana Ciclistica Lombarda
- 2003
  -  Campió d'Eslovènia en ruta
- 2007
  -  Campió d'Eslovènia en ruta

### Resultats al Tour de França
- 2006. 17è de la classificació general
- 2007. 19è de la classificació general
- 2008. 10è de la classificació general

### Resultats al Giro d'Itàlia
- 2001. 30è de la classificació general
- 2004. 9è de la classificació general
- 2005. 15è de la classificació general
- 2006. 34è de la classificació general
- 2008. 13è de la classificació general
- 2009. 9è de la classificació general

### Resultats a la Volta a Espanya
- 2002. 18è de la classificació general
- 2004. 26è de la classificació general